# San Bartolo Yautepec
San Bartolo Yautepec là một đô thị thuộc bang Oaxaca, México. Năm 2005, dân số của đô thị này là 661 người.